# Mohammad Mokhber
Mohammad Mokhber (persană محمد مخبر; n. 26 iunie 1955, Dezful, Iran) este un politician iranian care, din septembrie 2024, a devenit consilier și colaborator al Liderului Suprem al Iranului. Din septembrie 2022 a fost și membru al Consiliului pentru Determinarea Interesului Regimului. Anterior, a fost președinte interimar al Iranului după decesul președintelui Ebrahim Raisi în urma prăbușirii unui elicopter la Varzeqan, la 19 mai 2024. Mokhber a fost, de asemenea, prim-vicepreședinte al Iranului, între 2021 și 2024.
Anterior, a condus Comitetul de Execuție al Ordinului Imamului Khomeini (EIKO, cunoscut și sub numele de Setad), a fost director executiv al Fundației Mostazafan, președinte al consiliului de administrație al Băncii Sina, viceguvernator al provinciei Khuzestan și director general al Telecomunicațiilor Dezful. În timpul războiului dintre Iran și Irak, a activat ca ofițer medical în cadrul Gardienilor Revoluției (IRGC), iar înainte de conflict a fost membru al grupului revoluționar Mansurun.
Cariera lui Mokhber, de la tânăr revoluționar la oficial de stat, a fost marcată de acuzații de corupție, unele dintre ele conducând la anchete, în special în legătură cu privatizarea activelor publice ale Iranului, tranzacții din interior, încălcări ale drepturilor omului și presupuse legături cu programul nuclear iranian (vezi secțiunea Corupție și abuz de putere). Aceste aspecte au condus la impunerea de sancțiuni internaționale împotriva lui Mokhber și a organizațiilor afiliate, inclusiv Banca Sina și Mostazafan. Mokhber este supus sancțiunilor secundare (IRAN-EO13876), care îi limitează deplasările internaționale și lichiditatea financiară.
În calitate de fost prim-vicepreședinte și cu aprobarea Liderului Suprem al Iranului, Mokhber a preluat „puterea și funcțiile președintelui” în calitate de președinte interimar, conform Constituției Iranului, după decesul predecesorului său. A fost constituit un Consiliu Prezidențial Temporar, format din președintele interimar, președintele Adunării și șeful sistemului judiciar, iar data alegerilor a fost stabilită pentru 28 iunie 2024, cu turul doi programat pentru 5 iulie 2024.
Masoud Pezeshkian a câștigat turul doi al alegerilor prezidențiale din iulie 2024 și a fost numit președinte la 28 iulie 2024.

## Biografie
Mohammad Mokhber s-a născut la 26 iunie 1955 în Dezful, Iran, într-o familie clericală. Deține două titluri de doctor, inclusiv o teză de doctorat (și un masterat) în drept internațional; potrivit unor surse, are și un doctorat în management și planificarea dezvoltării economice. De asemenea, a obținut un alt masterat în management și o diplomă de licență în inginerie electrică.

## Carieră
Grupul Mansurun (~1971–1978) – În adolescență, Mohammad Mokhber a contribuit la pregătirea Revoluției Islamice în orașul său natal, Dezful, alăturându-se grupării Mansurun, o organizație de gherilă care milita împotriva regimului Pahlavi. Prin intermediul acestei grupări, a colaborat cu figuri proeminente ale Gardienilor Revoluției Islamice (IRGC) și actuali politicieni conservatori, printre care Ali și Mohammad Jahanara, Ali Shamkhani, Mohsen Rezaei, Mohammad Forouzandeh, Mohammad Baqer Zulqader și Seyed Ahmed Avai.
Ofițer medical în IRGC, telecomunicații și administrație (~1980–2000) – În timpul războiului Iran-Irak, Mokhber a fost ofițer medical în cadrul IRGC în orașul său natal, Dezful. În anii 1990, a ocupat funcția de director general al companiei Dezful Telecommunications, apoi pe cea de viceguvernator al provinciei Khuzestan.
Fundația Mostazafan (~2000–2007) – La începutul anilor 2000, influența lui Mokhber a crescut semnificativ odată cu numirea sa ca vicepreședinte al Fundației Mostazafan, al doilea cel mai mare conglomerat economic din Iran, după Compania Națională Iraniană de Petrol, și cel mai mare holding din Orientul Mijlociu. A fost, de asemenea, numit director general al departamentului de Comerț și Transporturi al fundației și a devenit membru al consiliului de administrație al două entități aparent afiliate acesteia: Banca Sina, deținută în proporție de 84% de Fundația Mostazafan, și compania MTN Irancell. Deși registrele corporative iraniene nu confirmă proprietatea asupra MTN Irancell, un proces intentat de Turkcell în 2004 susținea că 51% din companie aparține Fundației Mostazafan. Atât Banca Sina, cât și MTN Irancell au fost implicate în scandaluri internaționale în timpul mandatului lui Mokhber, ceea ce a contribuit la includerea sa, alături de aceste entități, pe lista sancțiunilor internaționale.
Banca Sina – În calitate de președinte al consiliului de administrație al Băncii Sina, Mokhber a supervizat finanțarea programelor balistice și nucleare ale Iranului. Acest lucru a dus la sancțiuni din partea Uniunii Europene împotriva lui Mokhber și a băncii în 2010. În același an, Statele Unite au desemnat Banca Sina drept instituție de stat iraniană, iar în 2018, Departamentul Trezoreriei al SUA a impus și el sancțiuni asupra acesteia.
Executarea Ordinului Imamului Khomeini (EIKO), șeful aparatului executiv (2007–2021) – La 16 iulie 2007, liderul suprem al Iranului, Ali Khamenei, l-a numit pe Mokhber în fruntea organizației EIKO. Această funcție l-a plasat în fruntea unui conglomerat puternic care controlează active de peste 95 de miliarde de dolari, construite, potrivit Reuters, pe „confiscarea sistematică a mii de proprietăți aparținând cetățenilor iranieni obișnuiți”.
Sub conducerea sa, EIKO a desfășurat mai multe inițiative de privatizare și a jucat un rol important în răspunsul Iranului la pandemia de COVID-19. La scurt timp după preluarea conducerii, Mokhber a înființat Fundația Barakat și filiala acesteia, Grupul Farmaceutic Barakat. Complexul medical Barakat, sub conducerea sa, a promis dezvoltarea, producerea și livrarea a 120 de milioane de doze de vaccin pentru suma de 1 miliard de dolari. Deși fondurile au fost primite, au fost produse doar 5 milioane de doze (vezi Corupție și abuz de putere). Mokhber a condus și privatizarea a 65 de subsidiare ale EIKO și Barakat. În 2019, SUA au impus sancțiuni lui Mokhber, EIKO și filialelor sale. 
Prim-vicepreședinte al Iranului și membru al Consiliului de Discernământ (2021–2024) – La 8 august 2021, președintele Ebrahim Raisi l-a numit pe Mokhber în funcția de prim-vicepreședinte al Iranului, devenind astfel a șaptea persoană care a ocupat această funcție. Mokhber a fost primul oficial desemnat de Raisi după preluarea mandatului în august 2021. În timpul mandatului său, a fost numit și membru al Consiliului de Discernământ al Oportunității, un organism consultativ creat în 1988 de către Khomeini.
Aceste funcții i-au oferit control asupra mai multor aspecte ale economiei iraniene, inclusiv asupra elaborării planului strategic industrial, promovării producției interne și a cel puțin unei importante inițiative de privatizare. În ianuarie 2023, Consiliul l-a desemnat la conducerea unei comisii formate din șapte membri, responsabilă de gestionarea vânzării unor proprietăți guvernamentale în valoare de aproximativ 275 de milioane de dolari. Această comisie a fost vizată de acuzații de corupție și a generat îngrijorări, având în vedere istoricul Iranului în ceea ce privește privatizările opace care favorizează elitele și structurile de securitateref>„دستمزد ۵ هزار میلیارد تومانی سهم «مولدسازان» از حراج اموال عمومی (Remunerație de 5.000 de miliarde de tomani – partea «generatorilor de capital» din vânzarea bunurilor publice)” (în persană). VOA Persian. 20 februarie 2023. Accesat în 8 iulie 2025.</ref>.
În afara activităților economice, în calitate de prim-vicepreședinte, Mokhber a fost responsabil de punerea în aplicare a priorităților de politică internă și externă ale liderului suprem și a desfășurat întâlniri diplomatice cu oficiali civili și militari din regiune, în special cu comandanți ai Forțelor de Mobilizare Populară din Irak.

## Președinte interimar al Iranului (mai 2024 – iulie 2024)
La 19 mai 2024, după decesul președintelui Ebrahim Raisi, Mohammad Mokhber a preluat funcția de președinte interimar al Iranului, fiind confirmat în această calitate de către liderul suprem Ali Khamenei pe 20 mai, până la organizarea noilor alegeri prezidențiale. Mokhber a participat la funeraliile lui Raisi desfășurate la Teheran, pe 22 mai. A prezidat o ședință programată a guvernului, în cadrul căreia, potrivit purtătorului de cuvânt al guvernului, Ali Bahadori Jahromi, a anunțat despre accident la finalul reuniunii.
În calitate de președinte, Mokhber a susținut primul său discurs public pe 27 mai, în cadrul reuniunii noii Adunări Consultative Islamice, convocată în urma alegerilor legislative iraniene din 2024, prilej cu care a elogiat mandatul lui Raisi.

## Acuzații de corupție
MTN Irancell – În anul 2003, Mohammad Mokhber a jucat un rol esențial în convingerea Parlamentului iranian să adopte un proiect de lege privind înființarea companiei MTN Irancell, al doilea cel mai mare operator de telecomunicații din Iran, ca societate mixtă între grupul sud-african MTN și partenerul iranian Kowsar Sign Paniz. Se presupune că Mokhber și-a folosit influența în cadrul Fundației Mostazafan și al Băncii Sina pentru a sprijini consorțiul MTN în obținerea unui contract de 31,6 miliarde de dolari, cu condiția ca acesta să ofere asistență guvernului iranian. Această asistență ar fi inclus achiziționarea de echipamente militare interzise la acel moment de embargoul ONU privind armele, precum și angajamente potrivit cărora consorțiul MTN ar fi urmat să influențeze votul Africii de Sud în cadrul Agenției Internaționale pentru Energie Atomică în favoarea programului nuclear iranian și să faciliteze finanțarea unor organizații teroriste desemnate internațional, inclusiv Hezbollah și Gardienii Revoluției (IRGC).
Acuzațiile de corupție privind atribuirea contractului au condus la inițierea a două procese internaționale în anii următori, detaliate mai jos. Primul proces a fost intentat în 2004 de către compania Turkcell, concurentă la atribuirea contractului, care a susținut că MTN a oferit mită pentru obținerea acestuia. Deși procesul s-a încheiat în favoarea Irancell, a dus în 2019 la arestarea fostului ambasador al Africii de Sud în Iran, acuzat că a acceptat o mită pentru a susține atribuirea contractului către MTN. Urmare a arestării, directorul general al MTN Irancell, Ali-Reza Ghalambor Dezfouli, s-a retras anticipat din funcție. Un alt proces, intentat de Statele Unite în 2021, a legat MTN Irancell de finanțarea și înarmarea unor grupări teroriste, contribuind direct la pierderi de vieți americane între 2011 și 2016.
Vaccinul COVIran Barakat – Sub conducerea lui Mokhber la EIKO, filiala sa Barakat Pharmaceutical Group s-a angajat să dezvolte, să producă și să livreze 120 de milioane de doze din vaccinul iranian împotriva COVID-19, COVIran Barakat, în schimbul sumei de 1 miliard de dolari. Deși conglomeratul a primit banii, a produs doar aproximativ 5 milioane de doze. Fiecare doză ar fi fost apoi revândută guvernului iranian, care plătise deja suma de 1 miliard de dolari, la prețul de 200.000 de tomani per doză. Potrivit unui raport oficial al Ministerului Sănătății din Iran, mai puțin de 10% din totalul vaccinurilor injectate în țară au fost de producție internă.
Informații privilegiate – În timpul mandatului său de prim-vicepreședinte, Mokhber a semnat, la 17 mai 2023, o scrisoare care conținea informații confidențiale despre creșterea tarifului pentru materii prime petrochimice de la 5.000 la 7.000 de tomani. Aceste informații ar fi trebuit să fie făcute publice imediat. În schimb, ele au fost păstrate secrete timp de peste 50 de zile, perioadă în care acționari apropiați de Mokhber și-au vândut acțiunile și activele conexe. Anunțul public de la 6 iulie a provocat o prăbușire pe piața bursieră, afectând în special micii investitori și determinând o scădere semnificativă a indicelui bursier. Expertul în piețe de capital Mehdi Rozbahani a criticat lipsa de transparență și utilizarea abuzivă a informațiilor privilegiate, care au permis unui grup restrâns de persoane să obțină câștiguri în detrimentul publicului larg„پشت پرده رانت بزرگ اطلاعاتی در بورس و نامه محمد مخبر چه بود؟ (Ce se ascundea în spatele marii rente informaționale de la bursă și ce conținea scrisoarea lui Mohammad Mokhber?)” (în persană). Mardomsalari. 24 iulie 2016. Accesat în 8 iulie 2025..
Presupus plan de corupție privind vânzările statului – O scrisoare redactată în 2023 de Ahmad Tavakkoli⁠(d) menționa că Mokhber, alături de alți șase membri, fusese numit să coordoneze un nou plan de privatizare, având ca scop generarea de venituri pentru stat prin valorificarea activelor publice „neutilizate sau cu randament scăzut”. Conform documentului, echipa formată din șapte persoane urma să încaseze un comision de până la 5% din valoarea vânzărilor. În urma vânzării unor bunuri de stat în valoare de 108.000 miliarde de tomani, Mokhber și echipa sa ar fi putut obține un profit de 5.400 miliarde de tomani.
Reprimarea violentă a unui protest pașnic – Într-un incident filmat de un civil la sfârșitul anului 2023, garda de corp a lui Mokhber a tras focuri de armă pentru a dispersa un protest pașnic desfășurat în prezența acestuia, în orașul Ahvaz, Iran.
Comercializarea și distribuția de armament – În calitate de vicepreședinte, Mokhber a facilitat vânzarea de drone iraniene către Rusia și actori non-statali și a jucat un rol esențial în identificarea de clienți pentru armamentul iranian. În octombrie 2022, a fost trimis la Moscova alături de oficiali de rang înalt din IRGC și din Consiliul Suprem de Securitate Națională pentru a finaliza un acord privind trimiterea de drone Shahed și rachete sol-sol către Rusia, în sprijinul invaziei acesteia în Ucraina.

## Familie
Ali-Reza Mokhber, fratele lui Mohammad Mokhber, este actualul director general (CEO) al Uzinei de Oțel Khuzestan. Acesta a fost criticat pentru stilul său de viață extravagant.
Fiul lui Mokhber, Sajjad Mokhber, este președintele a cel puțin șapte companii, multe dintre acestea fiind subsidiare ale Băncii Pasargad, o bancă de investiții cu sediul la Teheran. Sajjad se numără printre cei mai mari datornici ai Băncii Pasargad.
Vărul lui Mokhber, Mohammad Reza Mokhber, este politician iranian și lector la Universitatea din Teheran. Deține un doctorat de la aceeași universitate și a fost secretar al Consiliului Suprem pentru Revoluția Culturală între 2004 și 2017.

## Sancțiuni
În iulie 2010, Uniunea Europeană l-a inclus pe Mokhber, pe atunci președinte al EIKO, pe lista persoanelor și entităților sancționate pentru presupusa implicare în activități nucleare sau balistice. În 2012, Mokhber a fost eliminat de pe această listă.
În 2021, Statele Unite l-au sancționat pe Mokhber pentru rolul EIKO în încălcarea „drepturilor dizidenților prin confiscarea terenurilor și proprietăților opozanților regimului” și pentru alte abuzuri privind drepturile omului. Tot în 2010, SUA au desemnat Banca Sina ca fiind „deținută sau controlată de Guvernul Iranului.” Banca Sina a fost sancționată din nou în 2018 sub autoritatea antiteroristă a Ordinului Executiv (E.O.) 13224, după dezvăluiri că a finanțat Basij, o unitate paramilitară în cadrul IRGC și organizație teroristă desemnată de SUA.
La 24 ianuarie 2019, Departamentul Trezoreriei SUA a adăugat pe Mokhber, EIKO și subsidiarele acestuia pe lista sancțiunilor, afirmând că EIKO controlează o parte semnificativă a economiei iraniene, inclusiv active confiscate de la opozanții politici și minorități religioase în beneficiul oficialilor de rang înalt din guvernul iranian. În noiembrie 2020, SUA au sancționat și Mostazafan, declarând că această entitate expropriază bogății de la cetățenii iranieni.